# 다이에틸 에터
다이에틸 에터(Diethyl ether)는 인화성과 휘발성을 띄는 무색의 액체이다. 흔히 에탄올과 진한 황산을 작용시켜 만들며, 물에는 녹지 않으나 지방질을 잘 용해시켜 실험실에서 지방질을 정량분석하는 데 사용된다. 70년대 이전에는 전신마취에 사용되었으나 현재는 안전성 문제로 인해 미다졸람, 프로포폴 등으로 대체되었다.